# Samil 100
Il Samil 100 è un autocarro militare di produzione sudafricana, il più pesante della gamma Samil alla metà degli anni ottanta. Si tratta di un trattore d'artiglieria per gli Obici G-5, un posto di comando mobile e un mezzo da trasporto per carichi di 10 tonnellate su terreno vario.